# Кристина Киршнер
Кристина Елизабет Фернандез де Киршнер (шп. Cristina Elizabet Fernández de Kirchner; Ла Плата, 19. фебруара 1953) је аргентинска политичарка и бивша председница Аргентине. Она је такође удовица бившег председника Аргентине, Нестора Киршнера и бившег сенатора за покрајину Буенос Ајрес.

## Политичка каријера
Кристина Киршнер је отпочела своју политичку каријеру 1970-их година. Изабрана је за посланицу у парламенту јужне области Санта Круз 1989. године, а потом поновно изабрана за исту функцију 1993. године.
Дана 30. октобра 2007. године постала је друга жена у историји Аргентине која је постала председница државе, заменивши тако на тој функцији свог супруга Нестора Киршнера. Госпођа Киршнер добила је скоро 44% гласова, близу 22% више од своје највеће ривалке, Елизе Карио.